# Cypr na Zimowych Igrzyskach Olimpijskich 2006
Cypr na Zimowych Igrzyskach Olimpijskich 2006 reprezentował jeden zawodnik – narciarz alpejski Teodoros Christodulu, który był chorążym ekipy podczas ceremonii otwarcia igrzysk.

## Wyniki

### Narciarstwo alpejskie
- Teodoros Christodulu

Slalom Gigant
1. przejazd – 1:30.47
2. przejazd – 1:31.56
razem – 3:02.03 (34. miejsce)
Slalom
1. przejazd – 1:05.58
2. przejazd – 1:00.97
razem – 2:06.55 (38. miejsce)